# 스테파니 앨린
스테퍼니 앨린(Stephanie Allynne, 영어 발음: /ˈstɛfəni/, 1986년 9월 19일 ~ )은 미국의 배우, 작가, 희극인이다.

## 출연 작품

### 영화
- 그레고리 고 붐 (2013, Gregory Go Boom) - 단편
- In a World... (2013)
- 피플 플레이시즈 띵즈 (2015, People Places Things)
- The Fun Compan (2016) - 단편
- Punching Henry (2016)
- 마이크와 데이브는 데이트 상대가 필요해 (2016)
- All Nighter (2017)
- 데이브 미로 만들다: 판타스틱 미로 대탈출 (2017, Dave Made a Maze) - 브린 역

### 텔레비전
- One Mississippi (2016-17)